# Thorsten Kaye
Thorsten Kaye, vero nome Thorsten Ernst Kieselbach (Francoforte, 22 febbraio 1966), è un attore tedesco naturalizzato statunitense.
Noto per il ruolo di Patrick Thornhart in Una vita da vivere, di Zach Slater ne La valle dei pini e di Ridge Forrester in Beautiful.

## Biografia
Nato a Francoforte, Germania, si trasferisce negli Stati Uniti nel 1985, e comincia a lavorare in campo televisivo, soprattutto in soap opera come Una vita da vivere dal 1995 al 1997 con il ruolo del professor Patrick Thornhart. Nel 2000 recita il ruolo di protagonista nel film di David Wort, Shark Attack 2. La vera popolarità arriva nel 2004 con il ruolo di Zach Slater nella soap opera La valle dei pini, ruolo che ricopre fino al 2011.
Dal 2012 al 2013 prende parte ad alcuni episodi della serie televisiva Smash, interpretando la parte di Nick Felder.
Diventerà uno dei protagonisti di Animal - Il segreto della foresta un film del 2014. A partire dal 2013 entra a far parte del cast di Beautiful dove sostituisce Ronn Moss nel ruolo di Ridge Forrester.

## Filmografia

### Cinema
- Assassini silenziosi - regia di Richard Pepin (1996)
- Profezie di morte - regia di David Worth (2000)
- Shark Attack 2 - regia di David Worth (2000)
- Occupant - regia di Henry Miller (2011)
- Animal - Il segreto della foresta (Animal), regia di Brett Simmons (2014)

### Televisione
- Una vita da vivere, soap opera (1995-1997)
- Errore fatale, film TV (1991)
- Nothing Lasts Forever, film TV (1995)
- I viaggiatori, serie TV (1998)
- Air America, serie TV (1999)
- Falcone, serie TV (2000)
- Port Charles, soap opera (2003)
- La valle dei pini, soap opera (2004-2011, 2013)
- Smash, serie TV (2012-2013)
- The Stafford Project, serie TV (2013)
- Beautiful, soap opera (2013-in corso)
- Falling Water, serie TV (2016)

## Doppiatori italiani
Nelle versioni in italiano dei suoi film, Thorsten Kaye è stato doppiato da:
- Massimo Rossi in Shark Attack 2 - Lo squalo bianco, Beautiful, Animal - Il segreto della foresta, Falling Water
- Roberto Draghetti in Smash
- Andrea Ward in I viaggiatori